# Sant Antoni Abat d'Horta de Sant Joan
|  | No s'ha de confondre amb Sant Antoni d'Horta de Sant Joan. |

Sant Antoni Abat d'Horta de Sant Joan és una ermita de Horta de Sant Joan (Terra Alta) inclosa a l'Inventari del Patrimoni Arquitectònic de Catalunya. Hi ha una capella amb el mateix nom al costat de la carretera.

## Descripció
Construcció molt senzilla de planta rectangular i dimensions reduïdes. Es troba en estat de ruïna degut en part a la mala qualitat de la maçoneria que conformava les parets mestres. Sembla que l'interior era ornamentat amb elements d'estil barroc i cobert per una falsa volta.
Es troba emplaçada a la part alta del vessant oriental del puig, ran del camí que duu des del convent de Sant Salvador al cim.